# Якість продукції
Я́кість проду́кції — це сукупність властивостей продукції, які обумовлюють її придатність задовольнити певні потреби відповідно до призначення.
Якість продукції є основою конкурентоспроможності товару.

## Показники якості
Для оцінки якості продукції використовується система показників, які групуються на узагальнюючі, комплексні та одиничні.
Узагальнюючі показники характеризують загальний рівень якості продукції: обсяг і частку прогресивних видів виробів у загальному випуску, сортність (марочність), економічний ефект і додаткові витрати, пов'язані з поліпшенням якості.
Комплексні показники характеризують кілька властивостей виробів, включаючи витрати, що пов'язані з розробкою, виробництвом і експлуатацією.
Одиничні показники якості характеризують одну з властивостей продукції (товарів) і класифікуються за такими групами:
- Показники призначення, що відображають корисний ефект від використання виробів за призначенням та обумовлюють сферу їх застосування. Для продукції виробничо-технічного призначення основним є показник продуктивності, що показує, який обсяг продукції може бути випущений за допомогою оцінюваної продукції або який обсяг виробничих послуг може бути наданий за визначений проміжок часу. Наприклад, показники: потужність двигуна, швидкість, продуктивність верстата, вантажопідйомність, пробіг шин до їх зносу, відсоток корисної речовини в сировині та ін.
- Показники економічності використання сировини, матеріалів, палива, пального та енергії характеризують властивості виробу, що відображають його технічну досконалість за рівнем або ступенем споживання сировини, матеріалів, пального, енергії. До таких показників належать: частка маси виробу (на одиницю основного показника якості); коефіцієнт використання матеріальних ресурсів — відношення корисних витрат до витрат на виробництво одиниці продукції; коефіцієнт корисної дії та ін.
- Показники надійності — безвідмовність, збережуваність, ремонтопридатність, довговічність виробу.
- Показники технологічності, що характеризують ефективність (економічність) конструкторсько-технологічних рішень для забезпечення високої продуктивності праці під час виготовлення і ремонту продукції. Саме за допомогою технологічності забезпечуються масовість випуску продукції, раціональний розподіл витрат матеріалів, засобів праці і часу в процесі технологічної підготовки виробництва, виготовлення та експлуатації продукції. До них належать показники блочності та агрегатності конструкцій, що вказують на простоту монтажу виробу, питому трудомісткість, матеріало- і енергоємність, коефіцієнт раціонального використання прогресивних матеріалів у виробі і т. д.
- Ергономічні показники, що відображають взаємодію людини з виробом, дають змогу визначати зручність і безпеку експлуатації виробів. Вони характеризують систему «людина — виріб — середовище використання» і враховують комплекс гігієнічних, антропометричних, фізіологічних та психологічних властивостей людини, що виявляються при користуванні виробом. До таких показників можна віднести, наприклад, зусилля, необхідні для керування трактором; розташування ручки в холодильнику; кондиціонер у кабіні баштового крана; освітленість, температуру, вологість, запиленість, шум, вібрацію, випромінювання, концентрацію чадного газу і водяних парів у продуктах горіння, розташування і зручність сидінь, органів керування, раціональність інтер'єру і робочого місця. З їх допомогою вимірюються параметри продукції, що впливають на працездатність людини під час експлуатації виробів.
- Естетичні показники характеризують спроможність продукції задовольняти потребу в красі. Вони визначають такі властивості, як зовнішній вигляд, гармонійність, цілісність, інформаційна промовистість, оригінальність, раціональність і краса форм, відповідність середовищу, стилю, моді, досконалість виконання і стабільність товарного виду виробу. З їх допомогою встановлюється художньо-конструкторський рівень виробу. Критерій естетичної оцінки виробу, яку дає експертна комісія, полягає в ранжуванні низки виробів аналогічного класу та призначення, що здійснюється на основі базових оцінок.
- Показники стандартизації та уніфікації визначають ступінь використання в продукції стандартизованих складових частин виробу (складальних одиниць, деталей, вузлів), їх уніфікації, а також рівень уніфікації (конструкційної спорідненості) з іншими виробами. Наприклад, відношення стандартизованих та уніфікованих частин виробу до загальної кількості частин у виробі, коефіцієнти повторюваності, застосовності за типорозмірами і складовими продукції. Усі деталі виробу поділяються на стандартні, уніфіковані й оригінальні. Чим менше оригінальних виробів, тим краще; це важливо як для виготовлювача продукції, так і для споживача.
- Патентно-правові показники характеризують патентний захист і патентну чистоту продукції та є істотним чинником у визначенні конкурентоспроможності. Визначаючи патентно-правові показники, варто враховувати наявність у виробах нових технічних рішень, рішень, захищених патентами в країні, наявність реєстрації промислового зразка і товарного знака як у країні-виробнику, так і в країнах експорту. Основними показниками є такі: патентного захисту, патентної чистоти і територіального поширення.
- Показники транспортабельності визначають пристосованість продукції до перевезень. До них належать середня тривалість і вартість підготовки до перевезень, вантажно-розвантажувальних робіт, середня матеріаломісткість упаковування. Найповніше цей показник оцінюється у вартісному вимірі, що дає змогу одночасно врахувати матеріальні і трудові затрати, кваліфікацію і кількість людей, що зайняті транспортними роботами.
- Екологічні показники характеризують рівень шкідливих впливів на навколишнє середовище, які виникають під час експлуатації або споживання продукції. Врахування екологічних показників має обмежити надходження в природне середовище промислових, транспортних і побутових стічних вод та викидів, з метою зниження наявності шкідливих речовин в атмосфері, які не перевищують допустимих концентрацій; забезпечити збереження і раціональне використання біологічних ресурсів і т. д. До екологічних показників належать: наявність шкідливих домішок, можливість викидів шкідливих часток, газів, випромінювань при зберіганні, транспортуванні, експлуатації чи споживанні продукції.
- Економічні показники характеризують витрати на розробку, виготовлення, експлуатацію або споживання продукції, економічну ефективність її експлуатації. Основні з них: ціна, прибуток, собівартість, рентабельність, трудомісткість виробу, експлуатаційні витрати, як в абсолютному виразі, так і на одиницю основного показника призначення виробу.
- Показники безпеки характеризують особливості продукції, що забезпечують безпеку людини (обслуговчого персоналу) під час експлуатації або її споживання, монтажу, обслуговування, ремонту, зберігання, транспортування і т. д. Наприклад: імовірність безпечної роботи людини протягом певного часу; час спрацювання захисних пристроїв; електрична надійність високовольтних мереж.
- Взаємозамінність — основна властивість сукупності виробів, яка визначає якість продукції і характеризується інтенсивністю, наявністю між елементами виробів з урахуванням їх особливості і специфічності, зовнішніми і внутрішніми проявами.

## Якість продукції в окремих галузях

### Якість продуктів харчування
На якість харчових продуктів впливає:
- сировина
- технологія виробництва
- тара і пакувальні матеріали

Для визначення якості харчових продуктів використовується органолептичними і інструментальним методам, експертний, вимірювальний, соціологічний.
Органолептичний метод — визначає якість продуктів за допомогою органів чуття, зору, нюху, дотику, слуху, смак. Починають оцінку якості продуктів із зовнішнього вигляду, а потім визначають смак, запах, консистенцію. Перед органолептичною оцінкою перевіряють упаковку, маркування продукту. Часто користуються методом пробної варки, жарки, невеликої кількості продукту.
Органолептичні методи — вирізняються швидкістю визначення і не вимагають великих матеріальних затрат.
Точність оцінки залежить від знань, навичок, практичного досвіду. Застосовують бальну систему оцінки якості, суть полягає в тому що кожному показнику якості товару присвоюється певна кількість балів. Бальна оцінка проводиться відповідно стандарту на даний продукт.
Експертний метод — визначення показників якості продукції на основі оцінювання і шкали, що приймається експертами. У експертну групу включають високо кваліфікованих працівників.
Соціальний метод — збір думок соціологічного опитування по відношенню до якості.